# Diane et ses compagnes
Diane et ses compagnes ou Diane et ses nymphes est une peinture du maître néerlandais Johannes Vermeer, achevée entre le début et le milieu des années 1650, conservée au Mauritshuis de La Haye (Pays-Bas).
Bien que l'année exacte de sa création soit inconnue, l'œuvre pourrait être la plus ancienne peinture de l'artiste encore existante, certains historiens de l'art la plaçant avant Le Christ dans la maison de Marthe et Marie et d'autres œuvres postérieures.
L'atmosphère solennelle du tableau est inhabituelle pour une scène représentant la déesse Diane, et la nymphe lavant les pieds du personnage central a attiré l'attention des critiques et des historiens, tant pour son activité que pour ses vêtements contemporains. Plutôt que l'illustration directe d'un moment dramatique des mythes bien connus à propos de Diane, la scène montre une femme et ses servantes tranquillement occupées à sa toilette. Le thème d'une femme dans un moment privé et réfléchi deviendra plus fort dans les peintures de Vermeer à mesure de la progression de sa carrière.
On ne sait rien de l'histoire de l'œuvre avant le milieu du XIXe siècle, et le tableau n'a été largement accepté comme l'un des œuvres de Vermeer qu'au début du XXe siècle, lorsque des similitudes avec Marthe et Marie ont été remarquées. Environ un neuvième de la largeur du tableau a été coupé du côté droit, et ce n'est qu'en 1999-2000 que l'on a découvert que le ciel dans le coin supérieur droit avait été ajouté au XIXe siècle.

## Description
Le tableau représente Diane entourée de nymphes. Contrairement aux habitudes, cette toile représente les nymphes vêtues.
L'influence de Rembrandt est évidente, particulièrement sa représentation de Bethsabée qui semble avoir servi de modèle à Vermeer. En outre, des influences de peintres italiens, et plus précisément vénitiens, sont également perceptibles.

### Composition et scénographie
La déesse gréco-romaine Diane (« Artémis » dans la Grèce antique) est représentée avec quatre de ses compagnes. Elle porte une ample robe jaune avec une ceinture de peau et un diadème avec le symbole du croissant de lune. Alors qu'elle est assise sur un rocher, une nymphe lui lave le pied gauche. Une autre servante est assise derrière Diane, le dos partiellement nu présenté au spectateur, offrant la plus grande surface de peau humaine jamais figurée dans toutes les peintures existantes de Vermeer. Une troisième nymphe, assise à la gauche de Diane, tient son propre pied gauche dans sa main droite. Une quatrième se tient à l'arrière, quelque peu à l'écart du reste du groupe, face au spectateur selon un angle, les yeux baissés, les poings devant elle. Un chien, assis dans le coin inférieur gauche près de Diane, dos au spectateur, fait face à la déesse et à ses servantes et, immédiatement devant lui, à un chardon.
À l’exception de la femme dont le visage est complètement détourné du spectateur, tous les autres visages du tableau sont à un degré ou à un autre dans l’ombre, y compris celui du chien. Aucune des femmes ne regarde les autres, chacune semblant absorbée par ses propres pensées, contribuant ainsi à l'ambiance solennelle de la pièce.

### Restaurations

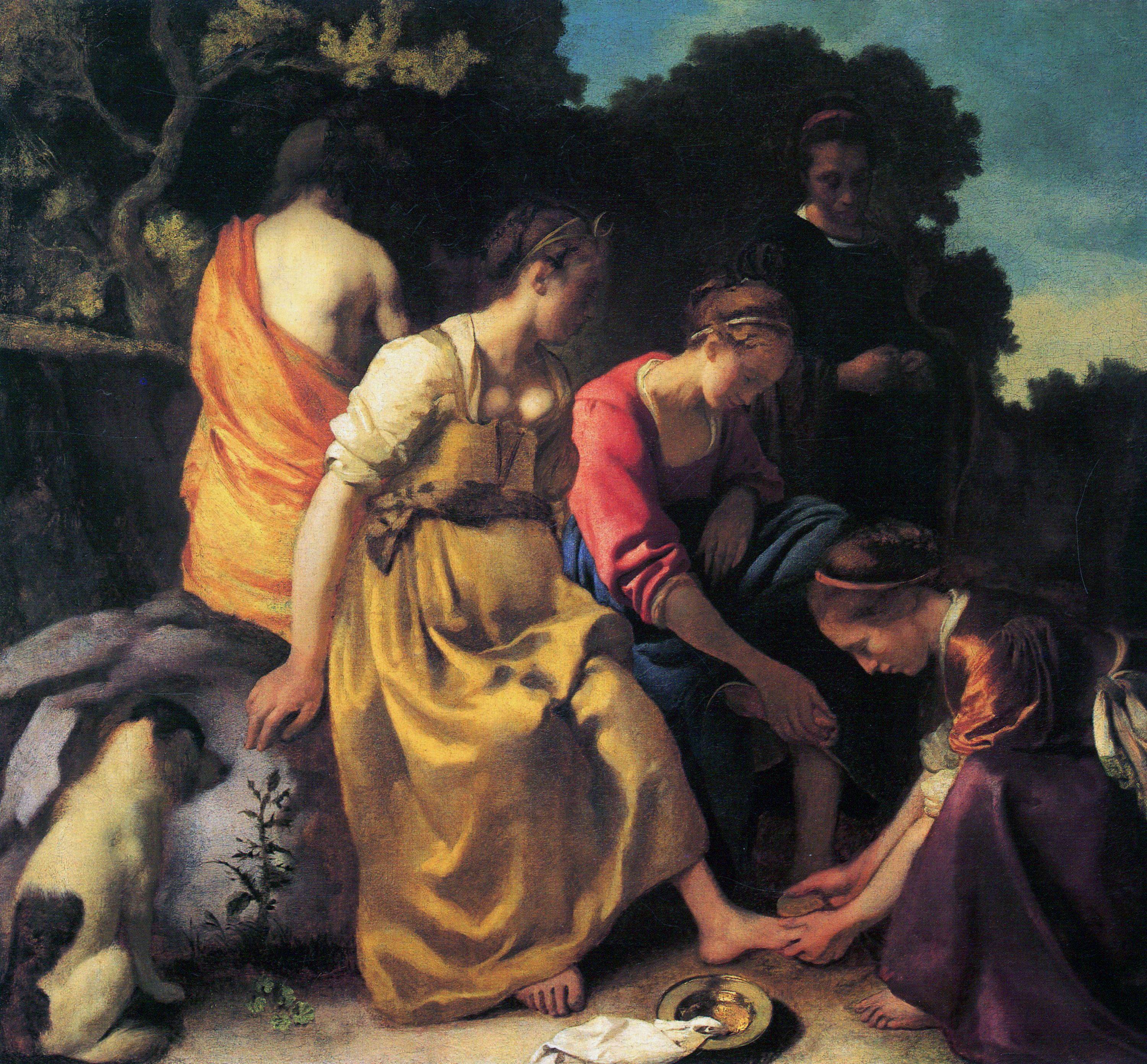
La peinture avec l'ajout d'un ciel bleu au XIXe siècle.

En 1999-2000, lorsque le tableau a subi des travaux de restauration et a été nettoyé, on a découvert que la zone de ciel bleu dans le coin supérieur droit avait été ajoutée au XIXe siècle, le bleu de Prusse n'ayant été découvert qu'après 1700 et le vert chrome après 1830.
Les restaurateurs modernes ont pris le parti de recouvrir de feuillage cette surface de ciel bleu, afin de se rapprocher de l'aspect original du tableau. La toile avait également été rognée, notamment à droite, où environ 15 cm avaient été supprimés.
Les descriptions de la scène se déroulant dans une « clairière boisée » ou « près de la lisière d'un bois » s'appuyaient sur la partie du ciel considérée à tort comme étant originale de la peinture, alors que la lumière sans ombres tombe sur la scène d'en haut et à gauche, avec de courtes ombres se formant à droite pour le spectateur. L'observation selon laquelle la scène semblait se dérouler « au crépuscule croissant » a peut-être été influencée par la partie de ciel assez claire, puis plus sombre, contrastant fortement avec la masse sombre de feuillage de l'arrière-plan et les ombres visibles sur tous les visages représentés.
Le tableau est signé en bas à gauche, sur le rocher, entre le chien et le chardon.

### Description technique
La toile est un lin à armure toile avec un nombre de fils de 14,3 x 10 par cm². Vermeer a d'abord établi la composition au pinceau en traits brun foncé, dont certains transparaissent comme des repentirs dans la jupe de la femme lavant le pied de Diane. Les poils sur l'oreille du chien ont été grattés par l'artiste avec le manche de son pinceau. La peinture a été perdue dans les lignes verticales, à gauche du centre du tableau.

## Propriétaires et expositions

### Propriétaires
Neville Davison Goldsmid a possédé le tableau, à La Haye, de 1866 à 1875 ; il le laissa à sa veuve, Eliza Garey. Elle le céda avec d'autres œuvres lors de la vente de la collection Goldsmid, le 4 mai 1876. Victor de Stuers l'y acheta pour la collection du Koninklijk Kabinet van Schilderijen Mauritshuis de La Haye.

### Expositions
- Londres, 1929
- Amsterdam, 1945
- Milan, 1951
- Zurich, 1953
- Rome, Milan, 1954
- New York, Toledo, Toronto, 1954-1955
- La Haye, Paris, 1966
- Tokyo, Kyoto, 1968-1969
- Washington, Detroit, Amsterdam, 1980-1981
- Washington et autres villes (montrées à Tokyo seulement), 1982-1984
- Washington, La Haye, 1995-1996
- Rotterdam, Francfort, 1999-2000